# Sách Malachi

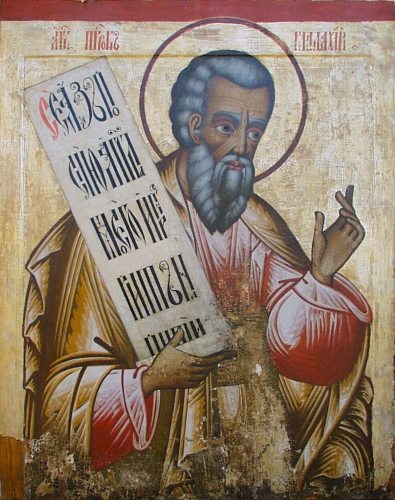
Tranh vẽ về cổ thư Malachi

Sách Malachi (tiếng Do Thái: מַלְאָכִ֔י, Malʾāḵī; trong tiếng Việt phát âm như là sách Ma-la-chi) là cuốn sách cuối cùng của Neviim có trong Tanakh, về mặt kinh điển là cuốn sách cuối cùng trong số Mười hai tiểu tiên tri (tiếng Do Thái: שנים עשר, Shneim Asar). Theo thứ tự của Cơ Đốc giáo, nhóm các sách tiên tri là phần cuối cùng của Cựu Ước, điều này khiến văn phẩm của Ma-la-chi trở thành cuốn Thánh thư cuối cùng trước Tân Ước. Một số học giả coi cả Xa-cha-ri 9–14 và cả sách Ma-la-chi là nặc danh và do đó được xếp đặt ở cuối phần Sách Mười hai tiên tri.
Sách Malachi có bối cảnh thời gian vào thế kỷ thứ năm trước Công Nguyên sau khi Đền Thờ ở Giê-ru-sa-lem đã được xây cất lại. Mối quan tâm chính của nhà tiên tri là kêu gọi các thấy tế lễ và dân chúng hãy nối lại và trung tín với giao ước giữa họ với Chúa (Elohim). Sách Ma-la-chi là một lời sấm truyền, đây là cảnh báo của Chúa Trời qua sứ giả của Chúa là nhà tiên tri Ma-la-chi để nói với mọi người điều Chúa mặc khải. Ông Ma-la-chi đã viết lại những lời của Chúa cho những người Chúa đã lựa chọn, người lạc mất, đặc biệt là các thầy tế lễ người đã chối từ Chúa. Các thầy tế lễ đã không soát xét những sinh tế mà họ đã dâng lên cho Thiên Chúa một cách nghiêm túc, chân thành. Những con vật có khiếm khuyết, tật nguyền, kém phẩm chất cũng đã được họ cố tình dâng làm của tế lễ ngay cả khi luật pháp của Chúa yêu cầu thú vật dâng lễ phải không được khuyết tật. Ngoài ra, dân sự tuân theo lề luật "dâng phần mười" mà họ đáng lý ra cần phải làm vậy. Sách Ma-la-chi là một lời tiên tri, sứ điệp liên quan đến Giăng báp-tit. Trong cuốn Thánh thư này cũng biên chép về sự kiện "ngày Chúa đến".